# Кейнянен, Тойво
То́йво Ке́йнянен (фин. Toivo Keinänen; род. 2 октября 2002) — финский шахматист, международный мастер (2019). Чемпион Финляндии (2019, 2021, 2023, 2024), разделил 2-4 места в 2018 году. В 2021 году выиграл чемпионат Финляндии по рапиду и блицу, также вошёл в десятку на чемпионате Европы по рапиду и блицу.
В составе сборной Финляндии — участник олимпиады 2018 (+3-1=5) и командного чемпионата Европы 2019 (+1-2=6) на 4-й доске, олимпиады 2022 (+3-0=7) и командного чемпионата Европы 2023 (+2-3=2) на 1-й доске.
Женат на Анастасии Кейнянен.